# Katianira acarina
Katianira acarina is een pissebed uit de familie Katianiridae. De wetenschappelijke naam van de soort is voor het eerst geldig gepubliceerd in 1962 door Menzies.